# 三草山
三草山（みくさやま）は大阪府豊能郡能勢町と兵庫県川辺郡猪名川町の府県境に位置（ただし、山頂の二等三角点設置場所は能勢町上杉並びに長谷の両地区にある）する、標高564.0mの、ナラガシワなどの広葉樹を主体とした雑木林に多種多様な生物種が暮らすなだらかな独立峰の山である。その自然の豊かさと生息する希少種の存在を保護する目的から大阪府自然環境保全条例に基づく府緑地環境保全地域の指定を受けているため動植物の採集はできない。山の北側には日本棚田百選に選ばれた長谷の棚田が広がっている他、山裾を中心に、付近には、木喰上人の笑いの木仏を最も多く保有していることで知られる東光寺などの社寺や岩坪古墳などの古墳等の歴史･文化遺産が分布している。

## 概略
山のすぐ北の才ノ神峠には8本の道路が通っていて、能勢町最古の道標も残っておりかつては重要な道路があった事がうかがえる。実際、近世には灘へ向けて行く杜氏や、有馬温泉へ向かう湯治客が通い続けた道でもあった。山頂へはここから、クヌギ、コナラなど広葉樹の雑木林の間の急な上りを登ると行くことができる。壇ノ浦の戦いの折には源義経も立ち寄ったとされる山頂からは南側に、北摂の山々と大阪平野が一望できる。なお、この頂上にある広場は、春にはサクラが見頃を迎える。山頂から南東側へ下るとやがて整備の行き届いた雑木林に出る。ここは「ゼフィルスの森」と名付けられ、ナラガシワ、クヌギ、アベマキなどの貴重な樹木が繁茂しており、其の様な木を好んで産卵するチョウやミドリシジミなどが数多く生息している。

## 美奴売神
『摂津国風土記』には、この山について次のような記述がある。古代、神功皇后が三韓征伐に出兵しようとなされた時のこと、この山からは猪名川を下っていった先にある、川辺郡神前松原（現在の尼崎市の神崎もしくは豊中と比定されている）において戦勝祈願していたところ、猪名川上流の能勢の美奴売山の神がやって来て、「美奴売山の杉の木を切って船を作れば必ず勝利するであろう」と告げたという。そこで、神功皇后はその通りにしたところ、勝利を納めた。その帰り道、古代には南に突き出した岬となっていた灘沖の茅渟の海上で船が動かなくなってしまったので、船上にて占いを行ったところ、これは美奴売山の神の意志であるとわかったという。そこで、その場に美奴売神を祀ったのが、現在も神戸市灘区内に残る敏馬神社であるという。また、後代の研究や史料によれば、この美奴売山こそが、現在の三草山であるという。なお、『摂津国風土記』は、現存していないが「美奴賣松原」という項目が万葉集注釈の第三巻にあり、これは、摂津国風土記からの写本に近い状態で記述されている。

## 三草山清三寺
この山の麓にある神山という集落には慈眼寺という寺がある。この寺の観音堂の前に建つ宝篋印塔は、もともと、この山の山頂付近にあった三草山清山寺という推古天皇の時代に日羅なる僧侶が開基した寺にあった物である。この寺は時代が下り戦国時代に入ると度重なる戦乱にあったために、天正元年に廃寺となり、その宝篋印塔は山麓の神山村（現在の神山集落）に堂舎と共に移建され今にいたっている。能勢町内にはこの他にも数多くの宝篋印塔が存在しているが当寺の塔は若干の傷みや損傷はあるもののほぼ完全な形で残されており、その大きさや技法ともに町内に現存するものの中で最も大きい、または優れたものであるという評価もある。難点としては、一部に剥離がある点が挙げられるが、これも元亀2年の戦禍によるものであろうという見通しもあり、その凄まじさを示す物であるという評価もある。なお、この清三寺は廃寺となった後も山頂付近には寺院の遺構などが残されている

## 長谷の棚田

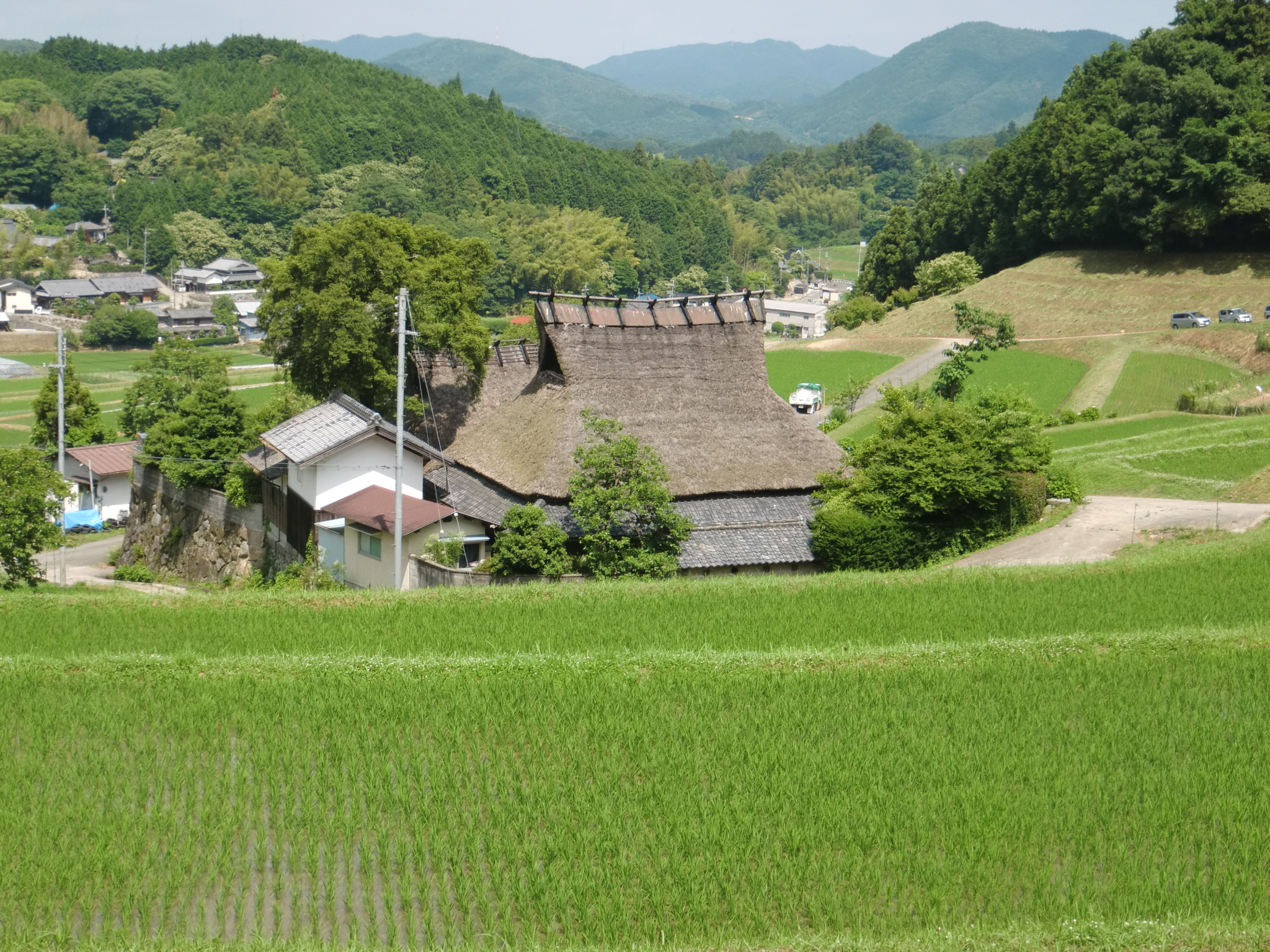
長谷の棚田と茅葺屋根の民家

この山の北側には、他に例のないガマ式水路を300ヶ所ももつ棚田が残っており、古くからの里山的景観を残しているこの棚田を長谷の棚田という。この長谷の棚田は、三草山から流れ出す急峻な渓流を石積みで囲いその上に耕土を置いて棚田とする構成が特徴で、文禄年間以前の物と比定される伝統的な石積みの地元住民による整備･維持なども相まって「日本の棚田百選」に選ばれており、貴重な農業土木の文化遺産として知られている。現在は貸農園として使われていることも多く、町外の住民が地域住民とともに米作りや野菜作りをしたり、藁葺屋根の農家が点在している事からそれを絵にする人や写真におさめる人々が数多く訪れているという。

## 三草山の保護とゼフィルス
ところで、かつてはこの山は薪や炭の材料をとる目的の入会地として利用されていた農用林が存在していた。そのように三草山も、他の多くの里山と同様、人々の生活と深い関わりを持ち、それでいて、局所的にしか生息していない希少種のヒロオビミドリシジミや、ウラミスジシジミなど、日本に生息するミドリシジミ類のチョウ（これをゼフィルスと呼ぶ）のうち25種のうち10種が生息し、学術上貴重な落葉広葉樹を主とした雑木林を有していた。とりわけ、その幼虫がナラガシワしか食べることができないヒロオビミドリシジミに関して言えば、日本の分布の東限にあたるのがこの三草山であり、その点でも非常に重要な意味を持つ雑木林がここには存在している事となる。しかしながら、戦後の高度成長以降、人々の生活様相が大きく変化したため、その様な雑木林は経済的価値を失ってしまった。現在行われている自然の保全活動がスタートする前は、地元に対して、ゴルフ場造成などの土地開発の話もあったという。更に、土地開発等のみならず、経済的価値を失ったことによって林野に人の手が入ることがなくなったために、雑木林は荒れるようになっていき、その結果として、ミドリシジミの生育に適した環境（開放的な林層の存在など）は失われていく一方、人の目が届かないことからマニアや業者による違法な捕獲が進んでいた。
そのような中で、地元能勢に住むこの山付近の雑木林の地権者が先祖代々から引き継いだ雑木林の形式を残す意向を示したことで保全事業を開始する事となった。1992年6月には、その同意を基として、三草山の南東側のナラガシワが多く繁茂する約14.48ヘクタールのエリアについて、財団法人大阪府みどりトラスト協会が地権者である稲地生産森林組合（約5.15ヘクタール）、平野共有林（約4.93ヘクタール）、神山共有林（約2.39ヘクタール）、上杉共有林（約2.00ヘクタール）の所有者と、30年間の地上権設定契約を交わし、生えている木を買い取ることとした。1992年9月には、大阪府内では、見慣れないナラガシワを含む里山的景観を残しており、更に、チョウ類の仲間で非常に限られたエリアにのみ分布することが確認されているされているヒロオビミドリシジミをはじめとするミドリシジミ類の貴重な生息地となっていることを理由に、その雑木林が三草山ゼフィルスの森という名前でそれらの保全を図る事を目的に大阪府緑地環境保全地域の指定を受けた。このような三草山の自然環境が積極的に保護されてきた事が好感され、三菱UFJリサーチ＆コンサルティングが、毎年公表している「都市部で緑が豊かで生物多様性が保たれている自治体ランキング」の2016年分において能勢町及び三草山ゼフィルスの森に隣接しており三草山の山体の一部が及んでいる猪名川町が、栃木県茂木町及び那須町、岐阜県恵那市、奈良県宇陀市及び広島県竹原市とともに全国の自治体でトップとなった。
このように、三草山の雑木林のゴルフ場化などの土地転用は自然保護への動きがあったおかげで防ぐことができたものの、まだまだ多くの課題が残っていた。例えば、以前は行楽やハイキングとして利用されていた登山コースや、旧街道も、以前とは趣も異なり荒れ果て、ネザサが生い茂っているため山頂に至る主たる登山道も使えないような状態で放置されたままであるばかりか、その状態が数十年間続いたために、常緑樹が本来は道であった所にまでも生えている等々、植生の遷移も進行していた。そのため、「三草山ゼフィルスの森」における保護活動にあっては、まず、放置されていた森林を整備することからはじめる必要があり、更にそれと並行して、ゼフィルス類を中心としたモニタリング調査の実施によるチョウ類の生態やその個体数などの把握をすることも求められた。この活動は、「城好会」の人々の巡視活動をはじめとする、地域住民の理解と協力を背景に成功をおさめ、結果として、1992年6月の保護開始時点で確認されていたチョウ類の種数を減らすことなく生息環境を維持することができたという。なお、現在、三草山では70種近くのチョウ類が確認されているという。

## アクセス

### 能勢側から
大阪梅田、十三、豊中、宝塚などから阪急宝塚線で川西能勢口まで行き、そこで能勢電鉄線に乗換え、山下駅にて下車する。山下駅からは阪急バスの西能勢線（系統番号73、74、75、76、77のいずれか）に乗車し平野口バス停にて下車する。そこから、徒歩で北西の稲地口まで行き、進路を真西へ変えて神山の集落を抜けていくと、やがて、山裾に長谷の棚田が現れる。さらに、進み、美濃谷バス停の跡まで行き、才ノ神峠への上り坂へ行く手を取る。坂を登りきると、地蔵と石碑、道標が表れるので、それに従い三草山山頂を目指し途中、クヌギ、コナラなど広葉樹の林間の急な道を登り東へ進むこと、30分前後で山頂に到達することができる。
また、阪急バス西能勢線の森上バス停から西に進み岐尼神社前を左折し、長谷川沿いを進む事で長谷集落で上記のルートに合流する方法もある。

### 猪名川側から
猪名川側から登る場合は阪急宝塚線で川西能勢口へ行き、能勢電鉄線に乗換え、日生中央にて下車する。そこから、阪急バスの川西猪名川線（系統番号41、61のどちらか）に乗車し屏風岩バス停下車。そこから、北上し槻並、仁部を経て約90分で才ノ神峠へ着くことができる。才ノ神峠からは、平野口バス停からのルートに同じである。

## 脚註
1. 1 2 3 4 5 6 7 8 9 10 11   造形美　棚田を一望　三草山　猪名川町大阪府能勢町　神戸新聞 2007年5月9日紙面掲載 2013年3月9日閲覧
2. 1 2 3 4 5 6 7 8 9 10 11 12 13 14 15 16   『多様な生物をはぐくむ大阪府能勢町』　（財団法人大阪みどりのトラスト協会発行 天満和久著）2013年3月8日閲覧
3. 1 2 3  大阪府能勢町（三草山）PDF　2013年3月5日
4. ↑   保全地域・活動 大阪府　2013年3月3日閲覧
5. ↑  『山と高原地図 52 北摂の山々』（昭文社　2000年）
6. 1 2 3 4 5 6 7 8  長谷・三草山コース（能勢の観光：能勢観光ガイド（能勢町観光協会）2013年2月11日閲覧
7. 1 2   能勢町汐の湯温泉周辺のご案内　汐の湯温泉ホームページ　2013年2月28日
8. 1 2 3 4 5  万葉集注釈 第三巻
9. 1 2 3 4  『攝津國風土記』
10. ↑  灘南部のまちにある古代の遺産　講師 花木直弘 先生（敏馬神社宮司）広告（PDF）2013年3月7日閲覧
11. 1 2 3  『別冊 山と溪谷　関西ハイキング　2000年~2001年冬号』「ぜひ訪れたい自然ガイド5　長谷の棚田」（山と溪谷社）
12. 1 2   三草山《緑地環境保全地域》大阪府　2013年3月1日閲覧
13. 1 2 3   三草山ゼフィルスの森（公財）大阪みどりのトラスト協会　2013年1月11日閲覧
14. ↑  生物多様性に富む都市は…　１位に大阪・能勢など　（朝日新聞デジタル　2016年12月1日09時45分配信　2016年12月3日確認）